# Qualificatórias para a Liga dos Campeões da CEV de 2022–23
Este artigo mostra a fase de qualificação para a Liga dos Campeões da CEV de 2022–23. Ao total, 11 equipes jogaram na fase de qualificação, que ocorreu de 20 de setembro a 27 de outubro de 2022. As duas melhores equipes se juntaram às outras 18 equipes classificadas para a fase principal da Liga dos Campeões da CEV de 2022–23. Todas as 9 equipes eliminadas garantiram vagas nas quartas de final na Copa CEV de 2022–23.

## Equipes participantes
O sorteio ocorreu no dia 28 de junho de 2022, na cidade de Luxemburgo. Ao total, 11 equipes provenientes de 11 países, conforme ranking das Copas Europeias, disputaram a fase de qualificação.
| Ranking | País                 | Equipe                         |
| ------- | -------------------- | ------------------------------ |
| 12      | Croácia              | HAOK Mladost Zagreb            |
| 13      | Portugal             | S.L Benfica                    |
| 14      | Finlândia            | Ford Store Levoranta Sastamala |
| 15      | Roménia              | CS Arcada Galați               |
| 16      | Bulgária             | Hebar Pazardzhik               |
| 17      | Áustria              | SK Aich/Dob                    |
| 20      | Países Baixos        | Draisma Dynamo Apeldoorn       |
| 21      | Suíça                | Lindaren Volley Amriswil       |
| 23      | Bósnia e Herzegovina | OK Mladost Brčko               |
| 25      | Montenegro           | OK Budva                       |
| 47      | Macedônia do Norte   | OK Strumica Nikob              |

## Primeira rodada
- Todas as partidas em horário local.

| Equipe 1         | Total                    | Equipe 2                 | 1.º jogo          | 2.º jogo |     |
| ---------------- | ------------------------ | ------------------------ | ----------------- | -------- | --- |
| OK Budva         | 0–6                      | SK Aich/Dob              | 0–3               | 1–3      |     |
| 15–13            | Draisma Dynamo Apeldoorn | 3–3 (15–13 gs)           | OK Strumica Nikob | 3–0      | 1–3 |
|                  | Bye                      | Hebar Pazardzhik         |                   |          |     |
| OK Mladost Brčko | 0–6                      | Lindaren Volley Amriswil | 0–3               | 0–3      |     |

### 1º jogo
| Data   | Hora  |                          | Placar |                          | Set 1 | Set 2 | Set 3 | Set 4 | Set 5 | Total | Relatório |
| ------ | ----- | ------------------------ | ------ | ------------------------ | ----- | ----- | ----- | ----- | ----- | ----- | --------- |
| 20 set | 18:00 | OK Budva                 | 0–3    | SK Aich/Dob              | 19–25 | 15–25 | 21–25 |       |       | 55–75 | Relatório |
| 20 set | 19:30 | Draisma Dynamo Apeldoorn | 3–0    | OK Strumica Nikob        | 25–20 | 25–13 | 25–16 |       |       | 75–49 | Relatório |
| 21 set | 19:00 | OK Mladost Brčko         | 0–3    | Lindaren Volley Amriswil | 12–25 | 13–25 | 10–25 |       |       | 35–75 | Relatório |

### 2º jogo
| Data       | Hora       |                          | Placar |                          | Set 1 | Set 2 | Set 3 | Set 4 | Set 5 | Total   | Relatório |
| ---------- | ---------- | ------------------------ | ------ | ------------------------ | ----- | ----- | ----- | ----- | ----- | ------- | --------- |
| 27 set     | 18:00      | SK Aich/Dob              | 3–1    | OK Budva                 | 37–35 | 25–27 | 25–21 | 25–18 |       | 112–101 | Relatório |
| 27 set     | 19:00      | OK Strumica Nikob        | 3–1    | Draisma Dynamo Apeldoorn | 22–25 | 27–25 | 25–23 | 25–21 |       | 99–94   | Relatório |
| Golden set | Golden set | OK Strumica Nikob        | 13–15  | Draisma Dynamo Apeldoorn |       |       |       |       |       |         |           |
| 28 set     | 19:00      | Lindaren Volley Amriswil | 3–0    | OK Mladost Brčko         | 25–12 | 25–9  | 25–13 |       |       | 75–34   | Relatório |

## Segunda rodada
- Todas as partidas em horário local.

| Equipe 1                 | Total                    | Equipe 2                       | 1.º jogo            | 2.º jogo |     |
| ------------------------ | ------------------------ | ------------------------------ | ------------------- | -------- | --- |
| SK Aich/Dob              | 2–4                      | Ford Store Levoranta Sastamala | 3–2                 | 1–3      |     |
| Draisma Dynamo Apeldoorn | 0–6                      | S.L Benfica                    | 1–3                 | 0–3      |     |
| 15–10                    | Hebar Pazardzhik         | 3–3 (15–10 gs)                 | CS Arcada Galați    | 0–3      | 3–1 |
| 8–15                     | Lindaren Volley Amriswil | 3–3 (8–15 gs)                  | HAOK Mladost Zagreb | 3–1      | 0–3 |

### 1º jogo
| Data  | Hora  |                          | Placar |                                | Set 1 | Set 2 | Set 3 | Set 4 | Set 5 | Total   | Relatório |
| ----- | ----- | ------------------------ | ------ | ------------------------------ | ----- | ----- | ----- | ----- | ----- | ------- | --------- |
| 5 out | 18:00 | SK Aich/Dob              | 3–2    | Ford Store Levoranta Sastamala | 16–25 | 25–20 | 25–23 | 22–25 | 19–17 | 107–110 | Relatório |
| 4 out | 19:30 | Draisma Dynamo Apeldoorn | 1–3    | S.L Benfica                    | 12–25 | 25–20 | 18–25 | 12–25 |       | 67–95   | Relatório |
| 5 out | 19:00 | Hebar Pazardzhik         | 0–3    | CS Arcada Galați               | 22–25 | 19–25 | 24–26 |       |       | 65–76   | Relatório |
| 5 out | 19:00 | Lindaren Volley Amriswil | 3–1    | HAOK Mladost Zagreb            | 25–18 | 19–25 | 25–21 | 25–22 |       | 94–86   | Relatório |

### 2º jogo
| Data       | Hora       |                                | Placar |                          | Set 1 | Set 2 | Set 3 | Set 4 | Set 5 | Total | Relatório |
| ---------- | ---------- | ------------------------------ | ------ | ------------------------ | ----- | ----- | ----- | ----- | ----- | ----- | --------- |
| 13 out     | 18:30      | Ford Store Levoranta Sastamala | 3–1    | SK Aich/Dob              | 25–16 | 23–25 | 25–17 | 25–23 |       | 98–81 | Relatório |
| 12 out     | 20:00      | S.L Benfica                    | 3–0    | Draisma Dynamo Apeldoorn | 31–29 | 25–16 | 25–21 |       |       | 81–66 | Relatório |
| 12 out     | 18:00      | CS Arcada Galați               | 1–3    | Hebar Pazardzhik         | 25–27 | 23–25 | 25–17 | 22–25 |       | 95–94 | Relatório |
| Golden set | Golden set | CS Arcada Galați               | 10–15  | Hebar Pazardzhik         |       |       |       |       |       |       |           |
| 13 out     | 20:30      | HAOK Mladost Zagreb            | 3–0    | Lindaren Volley Amriswil | 25–22 | 25–22 | 25–21 |       |       | 75–65 | Relatório |
| Golden set | Golden set | HAOK Mladost Zagreb            | 15–8   | Lindaren Volley Amriswil |       |       |       |       |       |       |           |

## Terceira rodada
- Todas as partidas em horário local.

| Equipe 1                       | Total | Equipe 2            | 1.º jogo | 2.º jogo |
| ------------------------------ | ----- | ------------------- | -------- | -------- |
| Ford Store Levoranta Sastamala | 0–6   | S.L Benfica         | 1–3      | 1–3      |
| Hebar Pazardzhik               | 6–0   | HAOK Mladost Zagreb | 3–1      | 3–1      |

### 1º jogo
| Data   | Hora  |                                | Placar |                     | Set 1 | Set 2 | Set 3 | Set 4 | Set 5 | Total  | Relatório |
| ------ | ----- | ------------------------------ | ------ | ------------------- | ----- | ----- | ----- | ----- | ----- | ------ | --------- |
| 20 out | 18:30 | Ford Store Levoranta Sastamala | 1–3    | S.L Benfica         | 21–25 | 25–21 | 22–25 | 17–25 |       | 85–96  | Relatório |
| 19 out | 19:00 | Hebar Pazardzhik               | 3–1    | HAOK Mladost Zagreb | 25–27 | 25–21 | 25–14 | 25–15 |       | 100–77 | Relatório |

### 2º jogo
| Data   | Hora  |                     | Placar |                                | Set 1 | Set 2 | Set 3 | Set 4 | Set 5 | Total  | Relatório |
| ------ | ----- | ------------------- | ------ | ------------------------------ | ----- | ----- | ----- | ----- | ----- | ------ | --------- |
| 26 out | 20:00 | S.L Benfica         | 3–1    | Ford Store Levoranta Sastamala | 25–16 | 20–25 | 25–23 | 25–18 |       | 95–82  | Relatório |
| 27 out | 19:00 | HAOK Mladost Zagreb | 1–3    | Hebar Pazardzhik               | 28–26 | 20–25 | 17–25 | 10–25 |       | 75–101 | Relatório |